# Bunchosia hartwegiana
Bunchosia hartwegiana es una especie de plantas con flores perteneciente a la familia Malpighiaceae. Se encuentra en Colombia y Panamá. 
En Colombia la especie se conoce desde Chocó a Antioquia, aunque no es muy común en ambos lugares. En Panamá, todas las especies identificadas son de la variedad brevisurcularis, que está considerada en peligro de extinción.